# Technik Głubczyce
LKS Technik Głubczyce (Ludowy Klub Sportowy Technik Głubczyce) ist ein Badmintonverein aus der polnischen Stadt Głubczyce.

## Geschichte
Der Verein wurde 1966 als TKKF Unia Głubczyce gegründet. 1977 wurde der Verein in Polonia Głubczyce umbenannt, 1980 in den heutigen Namen. Der Verein gehörte von Beginn an zu den dominierenden Vertretern im Badminton in Polen. Von 1974 bis 1997 wurde der Verein mit lediglich zwei Ausnahmen ununterbrochen polnischer Mannschaftsmeister. Weitere Titelgewinne folgten 2000 und 2010.